# Cossypha semirufa
Pisco-de-rüppell ou cossifa-mascarada-de-cauda-preta (Cossypha semirufa) é uma espécie de ave da família Muscicapidae.
Pode ser encontrada nos seguintes países: Eritrea, Etiópia, Quénia, Sudão e Tanzânia.
Os seus habitats naturais são: regiões subtropicais ou tropicais húmidas de alta altitude e matagal húmido tropical ou subtropical.